# Mistrzostwa Świata w Lekkoatletyce 1987 – bieg na 3000 m kobiet

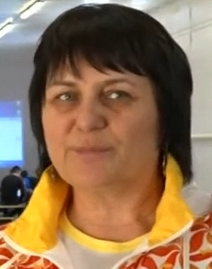
Mistrzyni świata Tetiana Samolenko

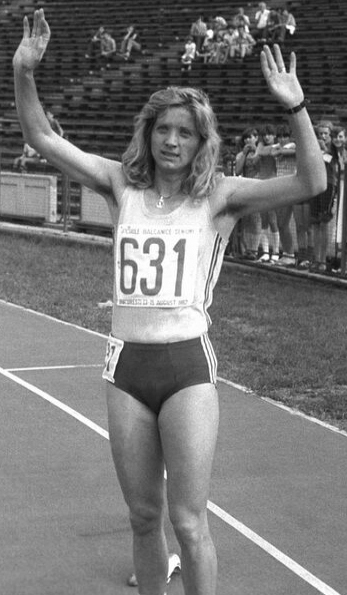
Wicemistrzyni świata Maricica Puică

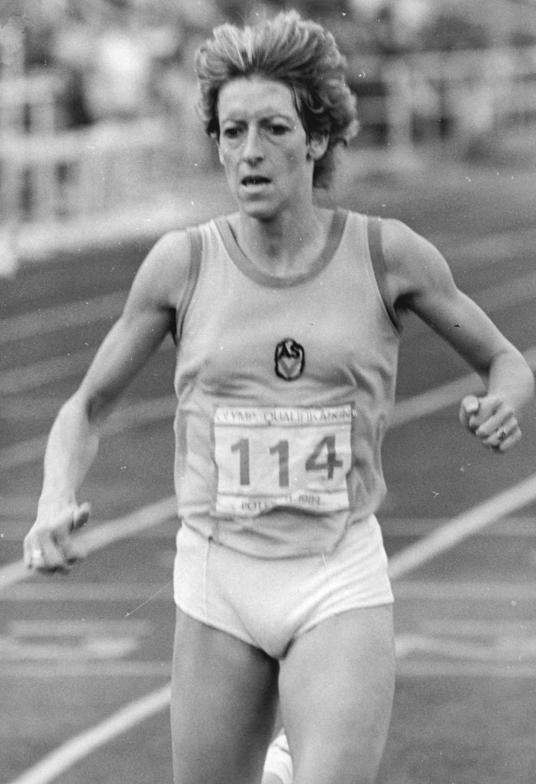
Brązowa medalistka Ulrike Bruns

Bieg na 3000 metrów kobiet – jedna z konkurencji biegowych rozgrywanych podczas lekkoatletycznych mistrzostw świata w 1987 na Stadionie Olimpijskim w Rzymie.
Zwyciężczynią została Tetiana Samolenko ze Związku Radzieckiego, która na tych mistrzostwach zwyciężyła również w biegu na 1500 metrów. Tytułu zdobytego na poprzednich mistrzostwach nie broniła Mary Decker ze Stanów Zjednoczonych.

## Terminarz
| Data        |            |
| ----------- | ---------- |
| 29 sierpnia | Eliminacje |
| 1 września  | Finał      |

## Rekordy
|                          | Zawodniczka       | Wynik   | Miejsce   | Data                  |
| ------------------------ | ----------------- | ------- | --------- | --------------------- |
| Rekord świata            | Tatjana Kazankina | 8:22,62 | Leningrad | 26 sierpnia 1984(dts) |
| Rekord mistrzostw świata | Mary Decker       | 8:34,62 | Helsinki  | 10 sierpnia 1983(dts) |

## Wyniki

### Eliminacje
Rozegrano 2 biegi eliminacyjne. Z każdego biegu pięć najlepszych zawodniczek automatycznie awansowało do finału (Q). Skład finalistek uzupełniło pięć najszybszych biegaczek spoza pierwszej piątki z obu biegów eliminacyjnych (q).

#### Bieg 1
| Poz. | Imię i nazwisko    | Narodowość        | Wynik    | Uwagi |
| ---- | ------------------ | ----------------- | -------- | ----- |
| 1    | Debbie Bowker      | Kanada            | 8:46,88  | Q     |
| 2    | Ulrike Bruns       | NRD               | 8:47,15  | Q     |
| 3    | Cornelia Bürki     | Szwajcaria        | 8:47,95  | Q     |
| 4    | Olga Bondarienko   | ZSRR              | 8:48,11  | Q     |
| 5    | Yvonne Murray      | Wielka Brytania   | 8:48,44  | Q     |
| 6    | Vera Michallek     | RFN               | 8:49,61  | q     |
| 7    | Mary Knisely       | Stany Zjednoczone | 8:49,61  | q     |
| 8    | Annette Sergent    | Francja           | 8:52,45  |       |
| 9    | Cindy Bremser      | Stany Zjednoczone | 8:54,17  |       |
| 10   | Jacqueline Perkins | Australia         | 8:57,24  |       |
| 11   | Fernanda Ribeiro   | Portugalia        | 9:01,15  |       |
| 12   | Dorina Calenic     | Rumunia           | 9:01,83  |       |
| 13   | Satu Levelä        | Finlandia         | 9:16,28  |       |
| 14   | Mónica Regonesi    | Chile             | 9:26,11  |       |
| 15   | Raj Kumari Pandey  | Nepal             | 10:44,15 |       |

#### Bieg 2
| Poz. | Imię i nazwisko    | Narodowość        | Wynik   | Uwagi |
| ---- | ------------------ | ----------------- | ------- | ----- |
| 1    | Wendy Sly          | Wielka Brytania   | 8:44,79 | Q     |
| 2    | Jelena Romanowa    | ZSRR              | 8:45,00 | Q     |
| 3    | Tetiana Samolenko  | ZSRR              | 8:45,20 | Q     |
| 4    | Elly van Hulst     | Holandia          | 8:45,20 | Q,    |
| 5    | Maricica Puică     | Rumunia           | 8:45,55 | Q     |
| 6    | Marie-Pierre Duros | Francja           | 8:46,81 | q     |
| 7    | Lynn Williams      | Kanada            | 8:47,43 | q     |
| 8    | Christine Benning  | Wielka Brytania   | 8:48,63 | q     |
| 9    | Wang Xiuting       | Chiny             | 8:50,68 | [ 3 ] |
| 10   | Paula Ivan         | Rumunia           | 8:51,20 |       |
| 11   | Leslie Seymour     | Stany Zjednoczone | 8:51,34 |       |
| 12   | Radka Napłatanowa  | Bułgaria          | 8:51,98 |       |
| 13   | Agnese Possamai    | Włochy            | 8:57,85 |       |
| 14   | Andri Awraam       | Cypr              | 9:09,34 |       |
| –    | Martine Fays       | Francja           | DNF     |       |
| –    | Fanny Gidiyoni     | Malawi            | DNS     |       |

### Finał
| Poz. | Imię i nazwisko    | Narodowość        | Wynik   | Uwagi |
| ---- | ------------------ | ----------------- | ------- | ----- |
| 1    | Tetiana Samolenko  | ZSRR              | 8:38,73 |       |
| 2    | Maricica Puică     | Rumunia           | 8:39,45 |       |
| 3    | Ulrike Bruns       | NRD               | 8:40,30 |       |
| 4    | Cornelia Bürki     | Szwajcaria        | 8:40,31 |       |
| 5    | Jelena Romanowa    | ZSRR              | 8:41,33 |       |
| 6    | Elly van Hulst     | Holandia          | 8:42,56 | [ 2 ] |
| 7    | Yvonne Murray      | Wielka Brytania   | 8:43,94 |       |
| 8    | Wendy Sly          | Wielka Brytania   | 8:45,85 |       |
| 9    | Lynn Williams      | Kanada            | 8:49,91 |       |
| 10   | Mary Knisely       | Stany Zjednoczone | 8:50,99 |       |
| 11   | Vera Michallek     | RFN               | 8:55,16 |       |
| 12   | Christine Benning  | Wielka Brytania   | 8:57,92 |       |
| 13   | Debbie Bowker      | Kanada            | 8:58,63 |       |
| 14   | Marie-Pierre Duros | Francja           | 9:14,61 |       |
| –    | Olga Bondarienko   | ZSRR              | DNF     |       |